# Мирный (Дубовский район)
Мирный — хутор в Дубовском районе Ростовской области. Административный центр Мирненского сельского поселения.
Основан во второй половине 19-го века как хутор Худжурта
Население - 592 (2021)

## История
Основан во второй половине 19-го века как хутор Худжурта. По состоянию на 1891 года хутор входил в юрт станицы Граббевской  (Цевднякинский аймак) Сальского округа Области Войска Донского. На карте-дорожники Области Войска Донского 1905 года отмечен как хутор Худжуртинский. В первой половине 1920-х годов было начато переселение калмыков из хутора в Большедербетовский улус Калмыцкой автономной области. Тем не менее, согласно переписи населения 1926 года на хуторе Худжурта проживало 56 семей (192 человека) В начале 1930-х при новом районировании Северо-Кавказского края Цедвнякинский аймак станицы Граббевской был разобщен между несколькими районами: Ремонтненским, Зимовниковским и Заветинским. Хутор Худжурта отошёл к Заветинскому району, где был организован новый совхоз № 19, ныне совхоз "Золотое руно” . В январе 1944 года калмыцкое население хутора было депортировано. Дату передачи хутора в состав Дубовского района установить не удалось. По состоянию на 1950 год сохранялось название "Худжурта". Позднее хутор именовался 3-я ферма совхоза "Присальский". В 1963 года переименован в хутор Мирный
В хуторе Мирном располагалось отделение овцесовхоза "Присальский". В 1966 году в результате разукрупнения совхоза "Присальский" был образован совхоз "Мирный". В 1967 году были сданы в эксплуатацию овчарня маточная на 800 голов, столовая на 50 мест, 2 артскважины, ветизолятор, овощехранилище, здание электростанции, 8 шахтных колодцев, 21 - двухквартирный дом, начато строительство мехмастерской, зерносклада, конторы, электрификации. К 1971 году на территории совхоза работала школа на 3510 мест, интернат при школе на 100 мест, две начальные школы, два медпункта, библиотека, клуб на 50 мест, быткомбинат, 4 магазина (промышленного и продовольственного назначения), столовая, общежитие, пекарня, баня.

## Физико-географическая характеристика
Хутор расположен на востоке Дубовского района в пределах Ергенинской возвышенности, являющейся частью Восточно-Европейской равнины, у истоков балки Худжурта, на высоте 123 метра над уровнем моря. Рельеф местности холмисто-равнинный. 
По автомобильной дороге расстояние до Ростова-на-Дону составляет 420 км, до районного центра села Дубовское - 87 км. 
Климат
Климат умеренный континентальный (согласно классификации климатов Кёппена-Гейгера - Dfa). Среднегодовая температура воздуха положительная и составляет + 9,0 °C, средняя температура самого холодного месяца января - 5,3 °C, самого жаркого месяца июля +  23,9 °C. Расчётная многолетняя норма осадков - 380 мм. Наименьшее количество осадков выпадает в феврале и марте (норма - по 24 мм), наибольшее в июне (46 мм).
Часовой пояс
Мирный, как и вся Ростовская область, находится в часовой зоне МСК (московское время). Смещение применяемого времени относительно UTC составляет +3:00.

## Население
Динамика численности населения
| 1897 | 1915 | 1926 | 1966 | 1989  | 2002 |
| ---- | ---- | ---- | ---- | ----- | ---- |
| 416  | 443  | 193  | 309  | ≈1100 | 733  |

| 1989 | 2002 | 2010 | 2012 | 2013 | 2014 | 2015 |
| ---- | ---- | ---- | ---- | ---- | ---- | ---- |
| 1166 | ↘731 | ↘640 | ↘632 | ↘627 | ↘612 | ↘603 |
| 2016 | 2017 | 2018 | 2019 | 2020 | 2021 |      |
| ↗619 | ↗630 | ↘613 | ↘601 | ↘579 | ↗592 |      |

## Улицы
| - ул. Магистральная, - ул. Мира, - ул. Олимпийская, - ул. Производственная, - ул. Садовая, - ул. Степная, - ул. Центральная, - ул. Чабанная, - ул. Энтузиастов, | - пер. Братский, - пер. Крутой, - пер. Почтовый, - пер. Радужный, - пер. Спортивный, - пер. Хлебный. |